# Integrationsteam
Das betriebliche Integrationsteam (früher "Helfergruppe" genannt) besteht nach §§ 176, 178 und 181 des SGB IX aus dem Betriebsrat bzw. Personalrat, der Schwerbehindertenvertretung und dem Inklusionsbeauftragten des Arbeitgebers.

## Bestimmungen
Nach dem Schwerbehindertenrecht (Teil 3 SGB IX) unterstützt das Integrationsteam in Betrieben und Dienststellen die Teilhabe behinderter Menschen am Arbeitsleben und in der Gesellschaft. Aus diesen Bestimmungen folgt, dass der Gesetzgeber die Sicherung der Teilhabe schwerbehinderter Menschen im Arbeitsleben und in der Gesellschaft nicht allein Behörden überlassen hat, sondern großen Wert auf die eigenverantwortliche Mitwirkung der betrieblichen Beteiligten legt. Im Unterschied und als wesentliche Ergänzung zu den Leistungen der Rehabilitationsträger und des Integrationsamtes soll die betriebliche Selbsthilfe aktiviert werden.

## Aufgaben
Die Aufgabe des Integrationsteams besteht im Wesentlichen darin, die betrieblichen Möglichkeiten für eine den Fähigkeiten und der Behinderung entsprechende Beschäftigung von schwerbehinderten Menschen voll auszuschöpfen. Dabei sollen sie untereinander – in Form des Integrationsteams – und mit den behördlichen Aufgabenträgern eng zusammenarbeiten (§ 182 SGB IX). Das Integrationsteam wirkt maßgeblich bei der Erarbeitung und beim Abschluss einer Inklusionsvereinbarung mit und nimmt eine wichtige Funktion im Rahmen der Prävention und innerhalb des Betrieblichen Eingliederungsmanagements wahr. Das Integrationsteam tritt bei Bedarf oder auch regelmäßig zusammen und ist offen für die Mitarbeit weiterer betrieblicher Funktionsträger, z. B. der Fachkraft für Arbeitssicherheit oder des Betriebsarztes.